# 藤代愛射
藤代愛射（ふじしろ めい 1978年11月27日- ）は、東京都出身のグラビアアイドル。ピンキーネットに所属していた。1m50cmと小柄だが、Eカップのバストの持ち主であった。
2005年3月、初DVD『めいぷるシロップ』が発売された。同年のGWには、新宿区四谷のライブハウス、ライブインマジックで行われたイベントに出演した。同年10月、イメージDVDつきの写真集が日本スポーツ出版社から発売された。

## 出演作品
- めいぷるシロップ/藤代愛射（2005年3月5日、ビーエムドットスリー）
- 失踪 僕が彼女を閉じ込めた理由（2005年6月22日、TMC）共演:楓 ※Vシネマ
- ロリマン/藤代愛射（2005年8月26日、イーネット・フロンティア）
- GOKUERO/藤代愛射（2005年10月22日、レイフル）
- 萌えエロ/藤代愛射（2005年12月16日、メディアブランド）
- 『Visual Box Vol.4 ブリーチ・ザ・アイドル』（2005年12月21日）※ライブDVD
- 義母旅館（2006年1月11日、ムーンライト）共演:美月ゆう子 ※Vシネマ
- バカエロ3人娘（2006年1月20日、イーネット・フロンティア）他出演:岡いずみ、滝あゆみ
- Maybe. Mei be…/藤代愛射（2006年5月26日、イーネット・フロンティア）
- GEKI 4/藤代愛射（2006年6月6日、メディアマーケット）
- Doll/藤代愛射（2006年6月18日、イーネット・フロンティア）
- 藤代愛射 禁断のセックス（2008年4月11日、キングダム）
- お義母さんの痴態デラックス（2009年1月7日、ムーンライト）
- エクスタシー・スペシャル　制服狩り（2012年）

## 写真集
「Bunny's ANGEL 藤代愛射」（2005年10月3日）日本スポーツ出版社

## テレビ
- フジテレビ「井の中のカワズ君」
- スカイパーフェクトテレビ「Bunny's ANGEL」